# Kamila Soćko
Kamila Soćko (Varsovia, 12 de noviembre de 1988) es una deportista polaca que compitió en remo.
Ganó una medalla de plata en el Campeonato Europeo de Remo de 2012, en la prueba de cuatro scull. Participó en los Juegos Olímpicos de Londres 2012, ocupando el octavo lugar en la misma prueba.

## Palmarés internacional
| Campeonato Europeo | Campeonato Europeo | Campeonato Europeo | Campeonato Europeo |
| Año                | Lugar              | Medalla            | Prueba             |
| ------------------ | ------------------ | ------------------ | ------------------ |
| 2012               | Varese (Italia)    | Medalla de plata   | Cuatro scull       |